# Castillo de Pidgirtsi
El castillo de Pidgirtsi (en ucraniano: Підгорецький замок; en polaco: zamek w Podhorcach) es un castillo-fortaleza residencial de estilo renacentista situado en la localidad de Pidhirtsi (en polaco: Podhorce) en la óblast de Leópolis, en el oeste de Ucrania.
El lugar fue construido por Guillaume Le Vasseur de Beauplan entre 1635-1640 por orden del célebre general polaco, el hetman Estanislao Koniecpolski de la Mancomunidad de Polonia-Lituania. El castillo estaba entonces en el reino de Polonia y es considerado como el más valioso de los complejos de jardín del palacio, en las tierras fronterizas del este (Kresy Wschodnie) de la antigua Mancomunidad polaco-lituana.
El castillo está descrito en las guías de viaje como el castillo renacentista más importante de Europa del Este. En los restos del parque del castillo todavía se conservan tilos de más de 300 años.

## Historia

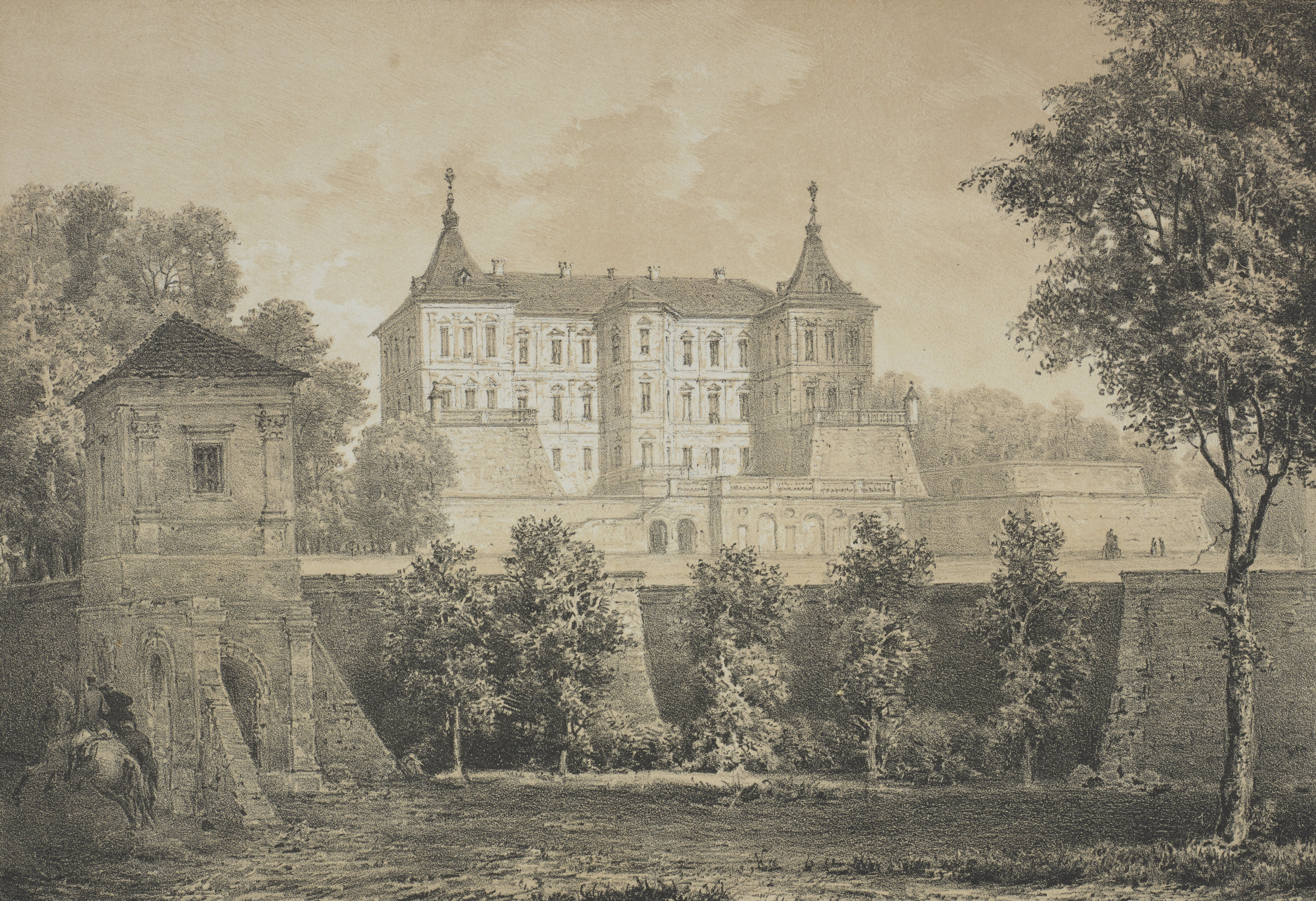
Castillo de Napoleón Orda en Pidgirtsi

No se sabe quién diseñó el complejo, que probablemente fue diseñado por el arquitecto italiano Andrea del Aqua, quien también diseñó la fortaleza en la cercana Brody para el belicoso Koniecpolski.
En 1682, Stanisław Koniecpolski, nieto del primer constructor y propietario, decidió legar el castillo y las propiedades circundantes a Jakub Ludwik Sobieski. Cinco años más tarde, Jakub Sobieski, que regresaba de la campaña contra los turcos otomanos en Kamieniec Podolski, recibió en el castillo a sus padres, el rey Juan III Sobieski y su esposa francesa María Casimira Luisa. Se conserva una descripción del complejo de Podhorce hecha por uno de los cortesanos de Sobieski, François d'Aleyrac: "Este castillo es sin duda el más bello de Polonia y en otros países también sería considerado único".
En 1725 Konstanty Sobieski, hermano menor de Jakub, vendió el castillo al gran hetman de la corona Stanislaw Rzewuski. Tras la muerte del hetman Rzewuski, el complejo pasó a manos de su hijo Wacław, que también era propietario del cercano castillo de Olesko. Wacław Rzewuski hizo de Podhorce su residencia permanente. Mandó añadir un tercer piso, además de una iglesia (1788); abrió un teatro.
Wacław Rzewuski estaba profundamente interesado en todo lo relacionado con el rey Juan III Sobieski. Compró objetos como la espada de Sobieski utilizada en la batalla de Viena, el botín que se llevó el rey después de la batalla, así como una mesa de mármol en la que, según la leyenda, fue bautizado Sobieski.

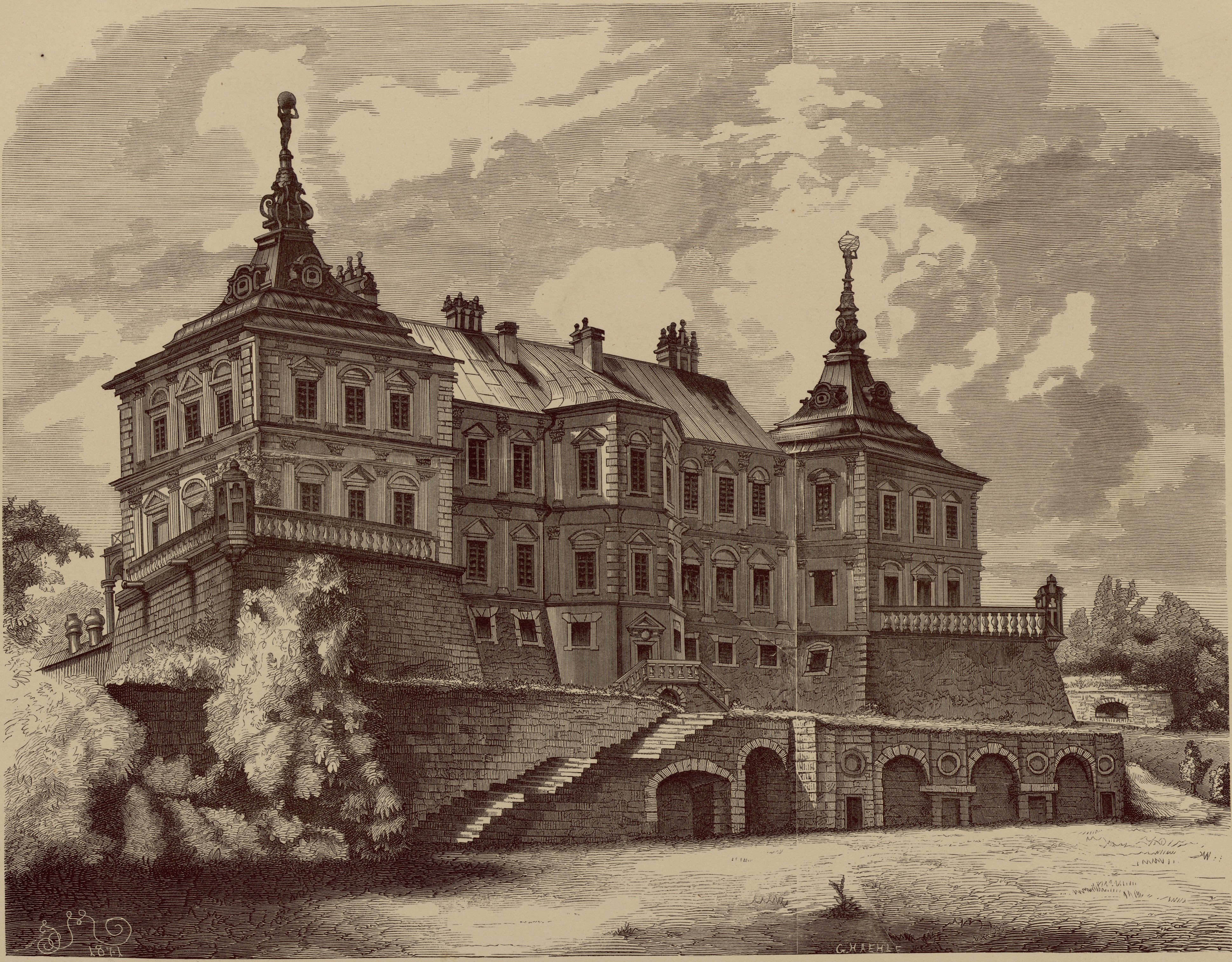
Castillo en 1871

Hasta 1869 el complejo perteneció a la familia Rzewuski. Aquí acogió al emperador Francisco José I y aquí nació Euzebiusz Słowacki, el padre de Juliusz Słowacki. El último descendiente varón del hetman Wacław Rzewuski, el conde León Rzewuski, al no tener hijos, legó el castillo al príncipe Wladyslaw Sanguszko en 1865. Su hijo Eustachi Stanisław Sanguszko, que fue gobernador del reino de Galitzia y Lodomeria desde septiembre de 1895 hasta marzo de 1898, heredó el castillo.
Durante la Primera Guerra Mundial, el castillo fue capturado por los rusos, que no lo destruyeron, pero saquearon la mayoría de sus objetos preciosos. En el verano de 1915, Pidgirtsi se convirtió en el cuartel general del Quinto Cuerpo del ejército austrohúngaro. Al estar situado en primera línea, la amenaza de destrucción por parte de la artillería rusa era muy real. Afortunadamente, el general Alekséi Brusílov decidió salvar el complejo pero, sin embargo, fue saqueada nuevamente por los rusos. Los soldados rusos destruyeron su interior: paredes, azulejos y suelos. En la guerra polaco-soviética el castillo volvió a sufrir daños y, tras el conflicto, pasó a formar parte del voivodato de Tarnópol (Segunda República Polaca), perteneciente al príncipe Román Sanguszko, que fue el último propietario polaco del castillo.
Después de la Segunda Guerra Mundial, las autoridades soviéticas abrieron un sanatorio para tuberculosos en el castillo.En febrero de 1956 el castillo se quemó casi por completo, incluidas valiosas pinturas. El incendio duró tres semanas y dejó sólo muros y daños por valor de 12 millones de dólares. En 1997 fue adquirido por la Galería de Pintura de Leópolis, que lo convirtió en museo. El castillo, a pesar de todos los daños sufridos durante el régimen soviético, siempre ha sido un objeto arquitectónico interesante y atractivo. Se rodaron varias películas en Pidgirtsi, incluidas tomas en Potop.
Cuando Ucrania recuperó su independencia de la Unión Soviética, se planeó restaurar el castillo y convertirlo en residencia presidencial. Esto nunca sucedió y, finalmente, la propiedad quedó bajo la jurisdicción de la Galería Nacional de Arte de Leópolis. Actualmente, parte de la colección de la familia Rzewuski se conserva en el Museo Histórico de Leópolis y en la Galería de Arte de Leópolis. Algunos artefactos también se conservan en museos de Tarnów y Cracovia. La Galería Nacional de Arte de Leópolis está intentando devolverle al castillo su aspecto histórico. Sin embargo, la falta de fondos ha retrasado los trabajos de restauración y los avances son lentos.

## Arquitectura

### Exteriores

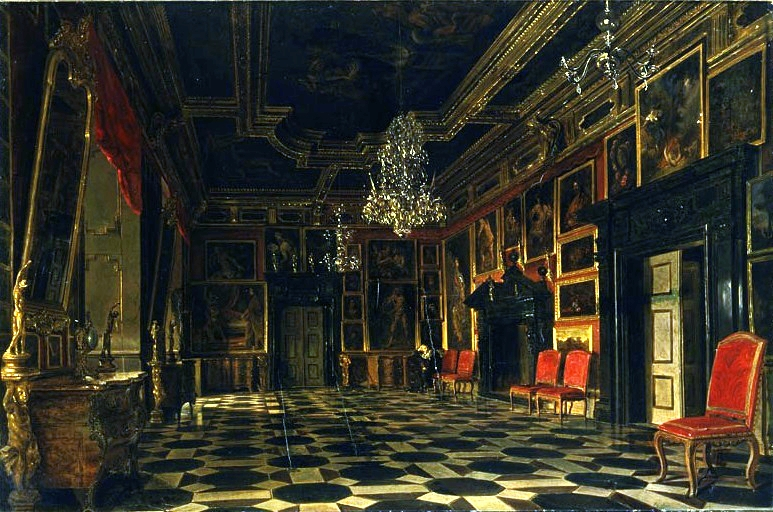
La habitación carmesí, de Aleksander Gryglewski (1871)

La estructura, construida con ladrillo y piedra, fue diseñada en el característico estilo palazzo en estilo fortezza. Se encuentra en el lado norte de las colinas Woroniaki, a 399 metros sobre el nivel del mar, con vistas al valle del río Styr, en un lugar destacado desde donde se puede ver desde grandes distancias. El palacio en sí está construido en la ladera de la colina. En el siglo XVII estaba rodeada de viñedos y jardines de parterre de estilo italiano, y su vino era celebrado por la poesía de Jacobo Sobieski y Jan Andrzej Morsztyn. El castillo está custodiado por un foso y un puente levadizo, y murallas fortificadas con baluartes. También contaba con cañones de hierro, algunos de los cuales se conservan hasta nuestros días. El castillo tiene la forma de un cuadrado abierto de casi 100 metros de lado, con tres plantas.
Su parte occidental sirvió como residencia oficial para los invitados; el ala este era privada, reservada para el propietario y los sirvientes. Sobre la puerta de entrada, una placa de mármol lleva hasta el día de hoy una inscripción en latín: "La corona del trabajo militar es victoria, la victoria es triunfo, el triunfo es descanso".

### Interiores
En su apogeo bajo Jaime Luis Sobieski, el castillo estaba ricamente amueblado, con varias salas y una biblioteca, y con jardines y parques a su alrededor. Al lado de la entrada estaba la sala de guardia, luego estaba la sala de los caballeros, llena de equipo de húsar y numerosos tipos de armamento. A esto le siguieron la Sala Carmesí, la Sala China, la Sala de los Espejos, la Sala Amarilla, la Sala Verde (en la que se guardaban 106 pinturas del pintor del siglo XVIII Szymon Czechowicz) y una capilla. Estas habitaciones recogían los nombres por el color de alguna moldura o por lo que se guardaba en ellas.